# Elmina
Elmina er en by i Ghana. Byen ligger på Ghanas Atlanterhavskyst, vest for Cape Coast. Den første europæiske bosætning i Vestafrika ligger her, og byen har i dag ca. 20.000 indbyggere.
Byen voksede op omkring São Jorge da Mina Castle, af portugiserne i 1482, og var Portugals hovedkvarter i Vestafrika helt til Det Nederlandske Vestindiske Kompagni erobrede den i 1637. I århundrederne efter dette blev byen mest brugt som base for slavehandel. Byen var i nederlandske hænder til 1872, da den blev britisk.
I Elmina ligger også Fort St. Jago, et fort som blev bygget af nederlændere i 1666, flere Asafo-helligdomme og en lagune. Elminas hovedindustri i dag er fisk.
- Fiskebåde i Elmina
- St. George Fort, bygget af nederlændere i 1666